# 高松赤十字病院
高松赤十字病院（たかまつせきじゅうじびょういん）は、香川県高松市にある医療機関。日本赤十字社香川県支部が設置する病院である。ICU（特定集中治療室）、NICU（新生児特定集中治療室）、BCR（クリーンルーム）などを備える。

## 沿革
病院は高松市番町にあり、もとは1893年（明治26年）に高松市公立病院が設置されていた場所であったが、1907年（明治40年）3月に高松市公立病院が閉院となり、同年6月に日本赤十字社香川支部病院として開院した。
- 1907年（明治40年）6月 - 日本赤十字社香川支部病院として現在地に設立。
- 1909年（明治42年）4月 - 看護婦養成所（後・高松赤十字看護専門学校）設置。
- 1937年（昭和12年）10月 - 陸軍管下し、善通寺陸軍病院赤十字病院と改称。
- 1938年（昭和13年）5月 - 陸軍管下解除。
- 1942年（昭和17年）10月 - 呉海軍病院高松赤十字病院となる。
- 1943年（昭和18年）1月 - 高松赤十字病院と改称。
- 1945年（昭和20年）7月4日 - アメリカ軍による無差別絨毯爆撃「高松空襲」で全焼。
- 1946年（昭和21年）
  - 1月 - 呉海軍病院の管轄解除。
  - 7月 - 戦災復旧により病棟再建築。このとき敷地の一部が香川県に売却、南側は香川県庁舎として、北側は高松高校の校地拡大に供与。
- 1951年（昭和26年）3月 - 一般病棟、結核病棟完成。
- 1957年（昭和32年）7月 - 総合病院指定。
- 1963年（昭和38年）1月 - 高松赤十字産院を吸収合併。
- 1981年（昭和56年）4月 - 高松赤十字看護専門学校校舎完成。
- 1987年（昭和62年）3月 - 立体駐車場完成。
- 2003年（平成15年）3月 - 高松赤十字看護専門学校閉校。
- 2007年（平成19年）
  - 5月 - 電子カルテ導入。
  - 11月 - 地域医療支援病院に承認。

## 診療科目

### 診療科
- 内科
  - 神経内科
  - 消化器科
  - 呼吸器科
  - 循環器科
  - 内分泌代謝科
  - 血液内科
  - 腎臓内科
- 精神科（休診中）
- 小児科
- 外科
  - 消化器外科
  - 呼吸器外科
  - 胸部・乳腺外科
  - 小児外科（休診中）
- 整形外科
- 心臓血管外科
- 脳神経外科
- 耳鼻咽喉科
- 泌尿器科
- 皮膚科
- 放射線科
- 麻酔科
- 救急科
- 歯科・口腔外科
- リハビリテーション科

### 診療協働部門
- 看護部
- 薬剤部
- 救急科部
- 放射線科部
- 検査部
- 病理科部
- 医療社会事業部
- 健診科部
- 透析室
- 内視鏡室
- 医療機器管理課
- 栄養課
- 手術室
- 院内感染対策チーム（ICT）
- 栄養サポートチーム（NST）
- 緩和ケアチーム（PCT）

## 指定・認定
健康保険法、国民健康保険法、生活保護法、結核指定医療機関、身体障害者福祉法、障害者自立支援法、母子保健法、原子爆弾被爆者医療、母体保護法、労働者災害補償保険法、自賠責保険後遺障害認定病院、日本医療機能評価機構認定施設

## 医療機関の指定等
- 救急告示病院
- 第二次救急指定病院（病院群輪番制）
- 地域がん診療連携拠点病院
- 地域医療支援病院
- 臨床研修指定病院
- 災害拠点病院（地域災害医療センター）
- へき地医療拠点病院
- エイズ治療拠点病院
- 腎移植施設
- 骨髄移植施設
- 船員法第83条に基づく指定医[2]

## 備考
売店内に香川県内唯一の東京スター銀行ATMがある。
高松赤十字看護専門学校（1909年（明治42年）4月 開校 ～ 2003年（平成15年）3月 閉校）。

## 交通アクセス
- JR予讃線・高徳線・土讃線「高松駅」下車。徒歩15分、タクシー7分。
- ことでん琴平線・志度線・長尾線「瓦町駅」下車。徒歩10分、タクシー3分。
- ことでんバス「県庁・日赤前」下車。徒歩1分。
  - 下笠居・香西線：13・14・15（中央病院・宮脇町経由便）・17（八本松便）
- 2014年4月28日からは高松駅前バスターミナル・瓦町から日赤シャトルバスが運行されている（本病院がことでんバスに運行委託）。当初同年中は無料とされていたが、2015年も継続された。